# Michael Nigg
Michael Scott Nigg (Gunnison, Colorado; 28 de abril de 1969-Hollywood, California; 8 de septiembre de 1995) fue un camarero y aspirante a actor que murió asesinado de un disparo durante un supuesto robo en Hollywood. El Departamento de Policía de Los Ángeles (LAPD) arrestó a tres sospechosos los cuales serían liberados poco después por falta de pruebas. Nadie más ha vuelto a ser detenido y el asesinato permanece sin resolver.
El caso atrajo cierta cobertura mediática en su momento debido a que Nigg había trabajado en el restaurante Mezzaluna Trattoria en Brentwood, donde se hizo amigo de Ronald Goldman. Casi quince meses antes de la muerte de Nigg, Goldman y Nicole Brown Simpson habían sido hallados sin vida en la casa de ella después de que Goldman hubiese acudido a la propiedad con el fin de devolver a Brown unas gafas que su madre se había olvidado en el restaurante. El exesposo de Nicole, el exjugador y estrella del fútbol americano O. J. Simpson, había sido acusado de ambos asesinatos (fue absuelto cerca de un mes después de la muerte de Nigg, aunque posteriormente sería declarado culpable de ambos crímenes en un juicio civil).
Las teorías alternativas sobre los asesinatos, supuestamente compartidas por Simpson, sugieren que los dos estaban involucrados en el tráfico de drogas de Los Ángeles y que Nigg también estaba envuelto en dicha red ya que aparentemente llevaba un tren de vida bastante elevado para un camarero, además de existir varios testimonios que sostienen su vínculo con el tráfico de drogas durante su etapa previa como camarero en el restaurante Mezzaluna ubicado en Colorado. Además de Nigg y Goldman, varios camareros del restaurante fueron víctimas de actos criminales en la década de 1990.

## Biografía

### Primeros años y vida en Los Ángeles
Michael, hijo del escritor Joe Nigg, nació y se crio en Gunnison, Colorado, donde asistió a la Western Colorado University. Tras graduarse se mudó a Los Ángeles con el objetivo de iniciar una carrera como actor o modelo, llegando a hacer una aparición en el programa nocturno de la FOX Liars.
Mientras buscaba oportunidades como actor, Nigg trabajó en varios restaurantes para mantenerse. En 1994 se encontraba trabajando como camarero en el restaurante Mezzaluna en Brentwood, al oeste de Los Ángeles. Entre sus amigos y compañeros de trabajo se encontraba el aspirante a modelo Ronald Goldman, con cuya hermana, Kim, había mantenido una relación en 1992. Nigg trabajó en Mezzaluna hasta aproximadamente un mes antes de los asesinatos de Goldman y Nicole Simpson el 12 de junio. Mientras el juicio de O. J. seguía su curso, Nigg empezó a trabajar en otro restaurante, Sanctuary, situado en Hollywood.

### Asesinato e investigación
La noche del 8 de septiembre de 1995, Nigg y su novia Julie Long se dirigían a un restaurante en el coche de él, un Mercedes-Benz. Ambos se detuvieron en una sucursal bancaria en Hollywood ya que Nigg necesitaba retirar dinero de su cuenta, permaneciendo Long en el interior del vehículo, estacionado en el aparcamiento de la sucursal. Nigg retiró en total $40 de un cajero automático. En ese instante dos hombres se acercaron a él y le pidieron dinero. Cuando Nigg se negó a dárselo, uno de ellos le disparó en la cabeza, tras lo cual abandonaron el lugar en un coche que los estaba esperando sin llevarse nada pese a su supuesta intención de robar. Long, quien presenció el asesinato, resultó ilesa.
El crimen fue reportado de inmediato. El Departamento de Policía de Los Ángeles buscó a los sospechosos durante una semana pero no halló ninguna pista. La noche siguiente al homicidio varios amigos de Nigg se reunieron en el aparcamiento de la sucursal para celebrar una vigilia con velas. Entre los asistentes estuvo el actor Mickey Rourke, quien habló con los equipos de noticias que acudieron a cubrir el evento: «Si alguien sabe algo sobre el tiroteo que tuvo lugar... solo haga una llamada a la policía».
Tres meses después el LAPD arrestó a tres sospechosos, incluyendo al supuesto conductor del coche en el que huyeron. No obstante, todos fueron liberados rápidamente por falta de pruebas. Pese a la oferta de recompensas y a la dramatización del caso en un segmento del programa America's Most Wanted, la muerte de Nigg sigue sin resolverse.

## Posible vínculo con el caso O. J. Simpson
La Oficina del Fiscal del Distrito del Condado de Los Ángeles procesó a Simpson por los asesinatos de Goldman y Brown basándose en la teoría de que O. J., quien tenía un historial de violencia doméstica contra Nicole, había actuado en un ataque de rabia al darse cuenta de que su exesposa no iba a volver con él. Simpson, de acuerdo con sus abogados, creía que ambos habían sido asesinados debido a su conexión con el tráfico de drogas de la zona y que otros asesinatos cometidos en la época habían tenido lugar por el mismo motivo; O. J. especuló que Nicole tenía pensado abrir un restaurante por cuenta propia con ingresos procedentes de la venta de cocaína. El restaurante Mezzaluna, donde Brown cenó la noche del crimen y donde habían trabajado Nigg y Goldman, era al parecer un enlace para el tráfico de drogas en Brentwood.
Los autores Donald Freed y Raymond Briggs afirmaron en Killing Time (1996), libro sobre el caso Simpson, que una fuente anónima les informó de que Nigg era conocido por las fuerzas del orden de Colorado por estar «involucrado en la cultura de narcóticos» en Aspen (lugar donde se halla otro restaurante Mezzaluna) y Denver. Según el periodista Joseph Bosco, quien tuvo un asiento reservado durante todo el juicio, Nigg vivía sospechosamente por encima de sus posibilidades ya que conducía un Mercedes y residía en un condominio de lujo cuando la mayor parte de sus ingresos procedían de su oficio como camarero y actor ocasional de bajo perfil. Freed y Briggs, entre otros, observaron que las circunstancias de su muerte sugerían que la intención de los asaltantes era cometer un asesinato en vez de un robo. Según Al Hidell y Joan D'Arc: «A menos que fuesen una rama especial de asaltantes surrealistas, [...] algo bastante sospechoso ocurrió esa noche». Sumado a lo anterior, Nigg y Goldman no fueron los únicos camareros de Mezzaluna víctimas de un supuesto juego sucio en la época: dos desaparecieron misteriosamente, mientras que un tercero sufrió la pérdida de su coche en un incendio en Corona del Mar, California, en 1994.